# ديمو كراستيف
ديمو كراستيف (بالبلغارية: Димо Кръстев)‏ هو لاعب كرة قدم بلغاري في مركز الوسط، ولد في 10 فبراير 2003 في بورغاس في بلغاريا.

## وصلات خارجية
- ديمو كراستيف على موقع قاعدة بيانات كرة القدم.إي يو (الإنجليزية)
- ديمو كراستيف على موقع ناشيونال فوتبول تيمز (الإنجليزية)
- ديمو كراستيف على موقع Soccerway.com (الإنجليزية)